# Lophopogon tridentatus
Lophopogon tridentatus là một loài thực vật có hoa trong họ Hòa thảo. Loài này được (Roxb.) Hack. mô tả khoa học đầu tiên năm 1889.